# In Another Land
Singles par The Rolling Stones
We Love You / Dandelion
(1967) She's a Rainbow / 2000 Light Years from Home
(1967)
Singles par Bill Wyman
(Si, Si) Je Suis Un Rock Star
(1981)
Pistes de Their Satanic Majesties Request
Citadel
(2) 2,000 Man
(4)
In Another Land est une chanson des Rolling Stones, parue en 1967 sur l'album Their Satanic Majesties Request. Il s'agit de l'une des deux seules chansons du groupe composées par le bassiste Bill Wyman (l'autre étant Downtown Suzie, parue sur la compilation Metamorphosis en 1975), et la seule sur laquelle il assure le chant principal.

## Genèse
La chanson a été enregistrée une nuit où le bassiste Bill Wyman s'était présenté au studio et avait découvert que la session avait été annulée. Se sentant frustré d'avoir potentiellement perdu du temps à faire la route pour rien, l'ingénieur du son Glyn Johns lui demanda s'il n'avait pas quelque chose qu'il souhaitait enregistrer. « J'avais joué avec cette chanson. C'était un peu... ce à quoi je pensais était un peu planant, vous savez... un peu à la Satanic Majesties. Et psychédélique en quelque sorte.[réf. nécessaire] »
En ce qui concerne les paroles, Bill Wyman déclare que « L'idée de la chanson parle de ce gars qui se réveille d'un rêve et se retrouve dans un autre rêve. » La chanson décrit des événements qui se déroulent dans un état onirique :

« Nous avons marché sur le sable
Et la mer et le ciel et les châteaux étaient bleus
Je me suis levé et j'ai tenu ta main
Et les embruns volaient haut et les plumes flottaient
Je me suis levé et j'ai tenu ta main »

L'ingénieur du son présenta la maquette de chanson du bassiste aux autres membres qui l'apprécient et décident de l'inclure sur le disque.
Les musiciens de la chanson sont Bill Wyman au chant et à la basse, avec Ronnie Lane et Steve Marriott des Small Faces à la guitare et aux choeurs, Nicky Hopkins aux claviers, Charlie Watts à la batterie et Jagger aux choeurs.

## Réalisation
In Another Land a été enregistrée avec Steve Marriott et Ronnie Lane, membres des Small Faces, en l'absence de Keith Richards sur une demande de Bill Wyman.

## Parution et réception
Elle est également sortie en single en décembre 1967, peu avant la sortie de l'album, sous son nom, avec The Lantern en face B, et s'est classée en 87e position au hit-parade américain.

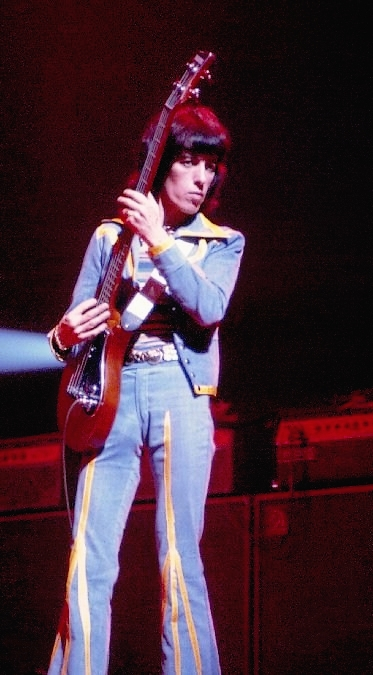
Le bassiste Bill Wyman a écrit et composé cette chanson.

## Fiche technique

### The Rolling Stones
- Bill Wyman : chant, basse
- Brian Jones : mellotron
- Mick Jagger : chœurs
- Charlie Watts : batterie

### Musiciens additionnels
- Steve Marriott : guitare acoustique, chœurs
- Ronnie Lane : chœurs
- Nicky Hopkins : clavecin, piano
- Ian Stewart : orgue